# Arturo Acevedo Vallarino
Pour les articles homonymes, voir Acevedo.
Arturo Acevedo Vallarino, né à Bogota en 1873 et mort en 1950, était directeur d’une compagnie nationale de théâtre à Antioquia et un réalisateur colombien. Il a également été un des pionniers du cinéma colombien. En 1920, il crée, avec ses fils Gonzalo et Álvaro Acevedo Bernal, sa maison de production, Acevedo e Hijos (Acevedo et Fils).

## Filmographie
- 1924 : La tragedia del silencio (La tragédie du silence)
- 1925 : Bajo el cielo antioqueño (Sous le ciel d’Antioquia)